# تيودورو بونس
تيودورو بونس (بالإسبانية: Teodoro Pons)‏ هو منافس ألعاب قوى إسباني، ولد في القرن التاسع عشر في ماهون في إسبانيا، وتوفي في 1968 في برشلونة في إسبانيا.

## وصلات خارجية
- تيودورو بونس على موقع أوليمبيديا (الإنجليزية)